# Manticora scabra
Manticora scabra là một loài bọ cánh cứng thuộc họ Carabidae đặc hữu của Mozambique, Transvaal và Zimbabwe.